# Sylvie Becaert
Sylvie Becaert (n. 6 septembrie 1975, Lille, Franța) este o biatlonistă ce a reprezentat Franța, medaliată olimpică. A participat la 3 ediții ale Jocurilor Olimpice (2002, 2006, 2010) în care a câștigat o medalie de argint și o medalie de bronz.